# Enchantment of the Seas
Enchantment of the Seas (Обаяние морей) — пятое круизное судно класса «Vision», находящееся в собственности компании Royal Caribbean Cruises Ltd. и эксплуатируемое оператором Royal Caribbean International, было построено в Финляндии на верфи Kværner Masa-Yards в Хельсинки в 1997 году.
Серия из шести судов включает в себя также суда-близнецы Legend of the Seas, Splendour of the Seas, Rhapsody of the Seas, Grandeur of the Seas  и собственно Vision of the Seas. Название класс получил по последнему судну серии. Крёстной матерью судна является Колин Фэйн (Colleen Fain). С января 2005 г. ходит под багамским флагом.

## История судна
Контракт на строительство судна был подписан 4 августа 1994 г. Киль судна был заложен 26 октября 1995 г. на судостроительной верфи Kværner Masa-Yards в Хельсинки, (Финляндия) под заводским номером . Спущен на воду 21 ноября 1996 г. Передан Royal Caribbean Cruises Ltd., Осло, Норвегия 4 июля 1997 г.  Первый рейс состоялся 13 июля 1997 г. В 2005 г. судно было удлинено примерно на 22 - 23 метра в сухом доке Роттердама, в то время как сама серединная конструкция была изготовлена на Aker Finnyards.

## Происшествия
30 сентября 2009 г. сильным ветром у острова Косумель махину  Carnival Legend прижало к Enchantment of the Seas, в результате чего судно было повреждено.

## Развлечения на борту
Каюты лайнера позволяют разместить на борту 2252 пассажиров.
- Особенности:
  - главный ресторан My Fair Lady
  - 2-ярусный театр Palladium, на сцене которого ставят современные шоу и классические постановки
  - скалодром
  - Casino RoyaleSM - в котором: карибский покер, виртуальный покер, рулетка, блек-джек, кости, игровые автоматы
  - ночной клуб Viking Crown Lounge
  - открытый бассейн
  - The Centrum
  - Adventure Ocean® для детей и юношей
  - солярий
  - ShipShape® Day Spa
  - фитнес-центр
  - тематические бары и кафе
  - конференц-центр